# Atcham

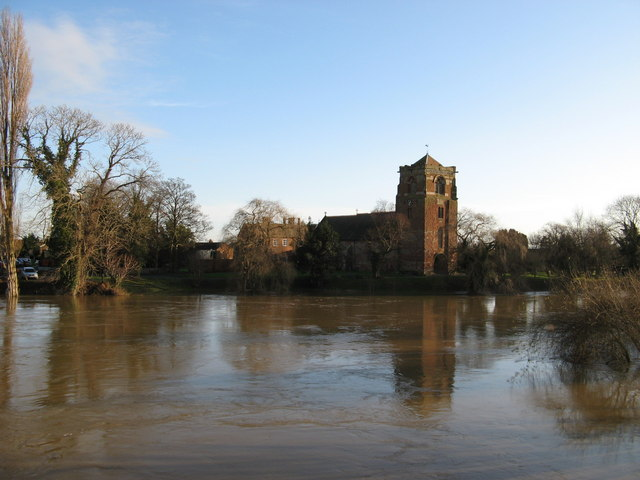
River Severn in Atcham

Atcham ist ein Dorf in der Grafschaft Shropshire, England. Es liegt 7 km südöstlich von Shrewsbury, an der B4380 und am Fluss Severn. 
Atcham wird im Domesday Book erwähnt. Das Dorf enthält die einzige Kirche in England, die Saint Eata, dem Bischof von Hexham, gewidmet ist. Das Kirchengebäude stammt aus dem 11. Jahrhundert, hier wurde der normannische Chronist Ordericus Vitalis an Ostern 1075 getauft. Eine weitere Sehenswürdigkeit ist der nordöstlich gelegene Attingham Park. Atcham ist eine Kontraktion von Attingham und bedeutet „Ort des Eata“.

## Persönlichkeiten
- Ordericus Vitalis (* 1075; † um 1142), Chronist und Benediktinermönch, in der Ortskirche getauft
- Anna Kingsford (1846–1888), Ärztin und Frauenrechtlerin, in der Ortskirche begraben